# Rita Roland
Pour les articles homonymes, voir Roland (homonymie).

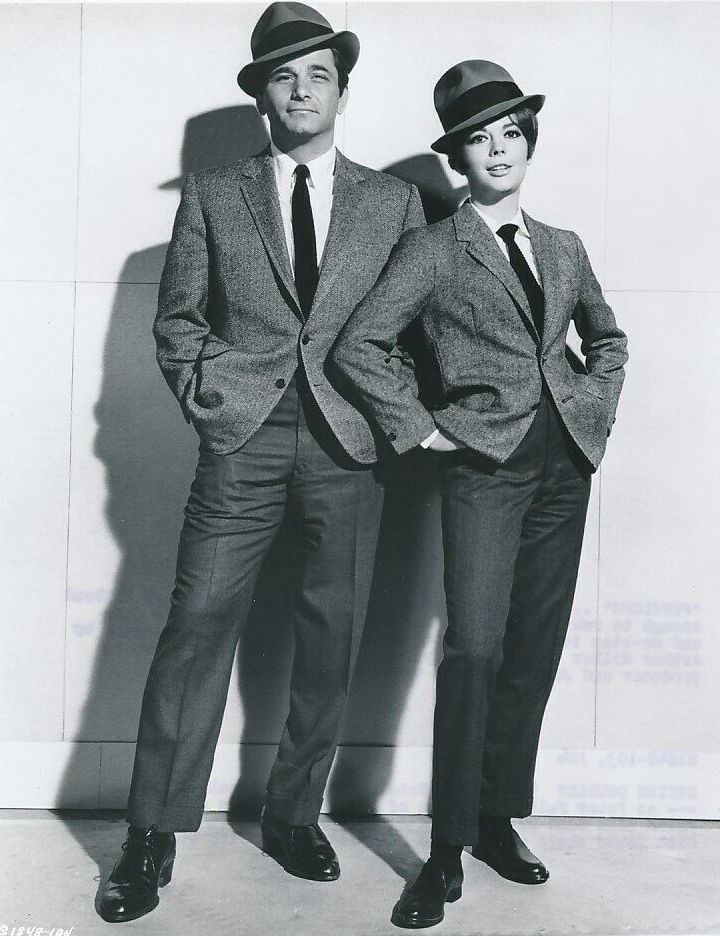
Les Plaisirs de Pénélope (1966), avec Peter Falk et Natalie Wood

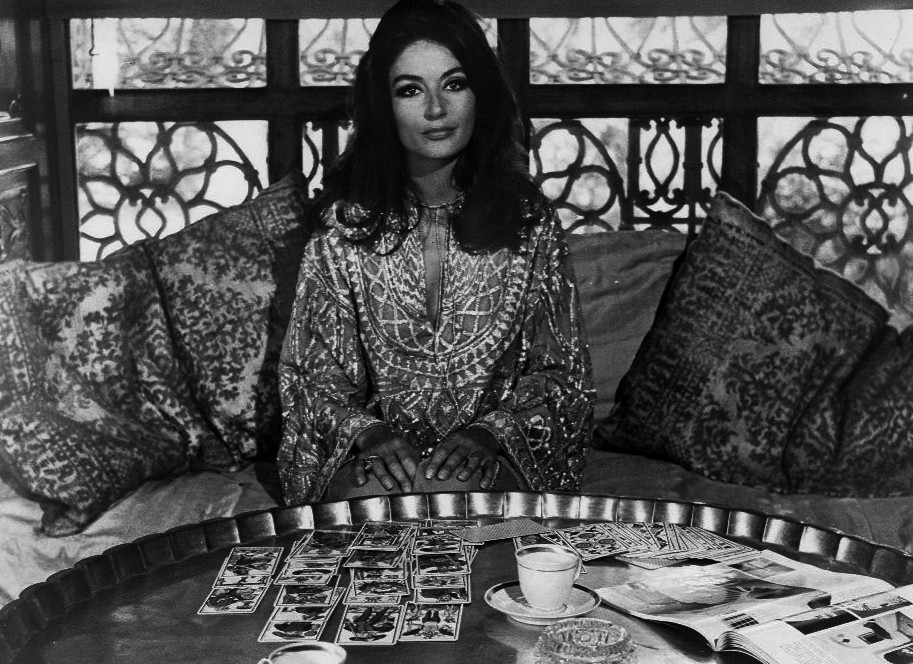
Justine (1970), avec Anouk Aimée

Rita Roland (pseudonyme de Viktoria Rosenstein), née le 5 octobre 1914 à Berlin (Allemagne, alors Empire allemand) et morte le 17 août 1998 à Los Angeles (États-Unis), est une monteuse américaine (membre de l'ACE) d'origine allemande.

## Biographie
Après un premier film italien (1938), étant de confession juive, Rita Roland séjourne de la fin des années 1930 à la fin des années 1940 aux Pays-Bas ; elle y contribue à deux film néerlandais, Boefje de Detlef Sierck (1939), puis un second sorti en 1940 ; s'ajoutent deux documentaires de 1947 et 1948.
Elle émigre ensuite aux États-Unis (dont elle obtient la citoyenneté) et collabore ainsi à vingt-cinq films américains, le premier sorti en 1956. Suivent notamment Un coin de ciel bleu de Guy Green (1965, avec Sidney Poitier et Elizabeth Hartman), Justine de George Cukor (1970, avec Anouk Aimée et Dirk Bogarde) et Le Policeman de Daniel Petrie (1981, avec Paul Newman et Ken Wahl). Son dernier film sort en 1985.
À la télévision américaine, elle monte onze téléfilms, le premier diffusé en 1972 ; les deux derniers sont Un piano pour Madame Cimino de George Schaefer (1982, avec Bette Davis dans le rôle-titre) et Les Poupées de l'espoir de Daniel Petrie (1984, avec Jane Fonda).
S'ajoutent cinq séries disséminées entre 1953 et 1976, dont l'épisode-pilote de Police Story (1973).
Rita Roland meurt en 1998, à 83 ans.

## Filmographie partielle
(comme monteuse, sauf mention complémentaire)

### Cinéma
(films américains, sauf mention contraire)
- 1939 : Boefje de Detlef Sierck (film néerlandais)
- 1961 : Le troisième homme était une femme (Ada) de Daniel Mann (assistante monteuse)
- 1964 : Honeymoon Hotel de Henry Levin
- 1965 : La Stripteaseuse effarouchée (Girl Happy) de Boris Sagal
- 1965 : Un coin de ciel bleu (A Patch of Blue) de Guy Green
- 1966 : Dominique (The Singing Nun) d'Henry Koster
- 1966 : Le Tombeur de ces demoiselles (Spinout) de Norman Taurog
- 1966 : Les Plaisirs de Pénélope (Penelope) d'Arthur Hiller
- 1967 : Comment réussir en amour sans se fatiguer (Don't Make Waves) d'Alexander Mackendrick
- 1968 : Que faisiez-vous quand les lumières se sont éteintes ? (Where Were You When the Lights Went Out?) de Hy Averback
- 1968 : Le crime, c'est notre business (The Split) de Gordon Flemyng
- 1969 : More de Barbet Schroeder
- 1970 : Justine de George Cukor
- 1970 : Move de Stuart Rosenberg
- 1972 : Trouver un homme (To Find a Man) de Buzz Kulik
- 1975 : Une fois ne suffit pas (Once Is Not Enough) de Guy Green
- 1976 : Sybil de Daniel Petrie
- 1978 : Betsy (The Betsy) de Daniel Petrie
- 1980 : Résurrection (Resurrection) de Daniel Petrie
- 1981 : Le Policeman (Fort Apache, the Bronx) de Daniel Petrie

### Télévision
(téléfilms, sauf mention contraire)
- 1972 : The Weekend Nun de Jeannot Szwarc
- 1973 : Incident on a Dark Street (en), téléfilm de Buzz Kulik
- 1973 : La Fille du Diable (The Devil's Daughter) de Jeannot Szwarc
- 1973 : Pioneer Woman de Buzz Kulik
- 1973 : Police Story (série), épisode-pilote Slow Boy de William A. Graham
- 1973 : She Lives! de Stuart Hagmann
- 1974 : Remember When de Buzz Kulik
- 1976 : L'Affaire Lindbergh (The Lindbergh Kidnapping Case) de Buzz Kulik
- 1977 : Eleanor and Franklin: The White House Years de Daniel Petrie
- 1977 : Corey: For the People de Buzz Kulik
- 1982 : Un piano pour Madame Cimino (A Piano for Mrs. Cimino) de George Schaefer
- 1984 : Les Poupées de l'espoir (The Dollmaker) de Daniel Petrie

## Note et référence
1. ↑  D'après l'article de Wikipedia en allemand qui lui est consacré.